# Afslutningsceremonien for sommer-OL 2016
Afslutningsceremonien for sommer-OL 2016  blev afholdt den 21. august 2016 20:00 til 22:50 BST på Maracanã, Rio de Janeiro, Brasilien.
For at følge den traditionelle olympiske protokol, fremhævede ceremonien kulturelle præsentationer fra både den nuværende værtsland (Brasilien) og den følgende værtsland (Japan), samt afsluttende bemærkninger af Internationale Olympiske Komités (IOC) præsident Thomas Bach og lederen af legenes organisationskomité Carlos Arthur Nuzman, den officielle overdragelse af det olympiske flag fra Rio de Janeiros borgmester Eduardo Paes til Tokyos guvernør Yuriko Koike, fordi Tokyo skal være vært for Sommer-OL 2020, og slukning af den olympiske flamme.

## Ceremoni

### Parade af idrætsudøvere
Den kreative instruktør for ceremonien var Rosa Magalhães. Midt i kraftig regn, begyndte ceremonien med dansere, der fortolkede forskellige vartegn i værtsbyen. Martinho da Vila udført derefter en gengivelse af den klassiske sang "Carinhoso (pt)" af Pixinguinha. Flagparaden fulgte kort tid efter med et kor på 27 børn, som repræsenterer staterne i Brasilien, som sang den brasilianske nationalsang.